# ムーニー (チワワ)
ムーニー（Moonie, 1998年 – 2016年3月11日）、別名ムーンドギー(Moondoggie)はアメリカで俳優として活動を行っていたチワワである。リース・ウィザースプーンと共演した『キューティ・ブロンド』『キューティ・ブロンド/ハッピーMAX』で演じたブルーザー・ウッズ役で知られる。タコベルのCM出演で有名なチワワ「ギジェット」と一緒に暮らしていた。

## 経歴
1998年生まれ。ハリウッドの動物調教師スー・チッパートンに見いだされた。チッパートンはタコベルのCMに出演し、タコベルのマスコットになっていたチワワ「ギジェット」を担当していた。チッパートンは映画『キューティ・ブロンド』のプロデューザーが映画に出演するチワワを求めていることを知ったが、多忙なギジェットが映画に出演するのは無理があった。別の調教師が見つけてきたチワワをチッパートンが育て、映画に出演させることになった。ギジェットの命名の由来となったテレビドラマにおいてギジェットのボーイフレンドがムーンドギーという名前であったことにちなみ、このチワワはムーンドギーと名付けられ、愛称でムーニーと呼ばれるようになった。
ムーニーは『キューティ・ブロンド』でリース・ウィザースプーン演じる主役エル・ウッズの飼い犬ブルーザー・ウッズを演じた。2003年、5歳の年には続編の『キューティ・ブロンド/ハッピーMAX』に出演し、同じ役を再演した。この映画にはギジェットも出演し、ブルーザーの母を演じた。
映画の後もムーニーは俳優の仕事を続けた。歌手で俳優のシェールのミュージックビデオやコマーシャルに出演、テレビシリーズ『Three Sisters』『Providence』にも出演した。2010年にリース・ウィザースプーンがハリウッド・ウォーク・オブ・フェームの星を得た際にはムーニーも同席した。
しかし、2014年、15歳で俳優業から引退、2016年3月10日に世を去った。18歳、人間なら88歳にあたる高齢であった。チッパートンはインスタグラムでこの知らせを伝え、さまざまな有力メディアでも報道された。